# Carol Ann Duffy
Carol Ann Duffy (Glasgow, 23 december 1955) is een Brits dichteres en toneelschrijfster. In mei 2009 werd zij benoemd tot Poet Laureate als opvolger van de teruggetreden Andrew Motion.
Zij doceert hedendaagse poëzie aan de Manchester Metropolitan University. In 1985 werd zij benoemd tot Officier in de Orde van het Britse Rijk en zij is lid van de Royal Society of Literature. In 1983 won zij de National Poetry Competition, in 1988 ontving zij de Somerset Maugham Award, in 1993 de Whitbread Award en de Forward Poetry Prize en in 2005 de T. S. Eliot Prize. Ook won zij verschillende keren de Scottish Arts Council Book Award.
Duffy is de eerste vrouwelijke Poet Laureate, de eerste Schotse, en eveneens de eerste openlijk biseksuele vrouw in die functie. De vergoeding die zij voor de functie ontvangt bedraagt £5.750 per jaar, maar zij heeft te kennen gegeven dat bedrag te willen aanwenden voor het instellen van een poëzieprijs. Zij werd in 1999 al voorgedragen voor de functie van hofdichter, maar de titel ging destijds naar de bevriende Andrew Motion, die daarbij te kennen gaf de functie slechts voor een periode van tien jaar te willen uitoefenen. Dat speet haar overigens niet, omdat zij op dat moment wat relationele problemen had en niet te zeer in de schijnwerpers wilde treden.
Als toneelschrijfster produceerde zij werk dat onder meer werd opgevoerd in het Liverpool Playhouse en het Londense Almeida Theatre, waaronder Take My Husband (1982), Cavern of Dreams (1984), Little Women, Big Boys (1986), Loss (1986) en Casanova (2007).